# 1 Eskadra Pilotażu Bojowego Oficerskiej Szkoły Lotniczej nr 5
1 Eskadra Pilotażu Bojowego Oficerskiej Szkoły Lotniczej nr 5 (1 epb OSL-5) – pododdział wojsk lotniczych.

## Historia – formowanie, zmiany organizacyjne
Pod koniec 19541 na radomskim lotnisku Sadków została sformowana 9 Eskadra Pilotażu Bojowego Oficerskiej Szkoły Lotniczej nr 5 – najmłodsza eskadra w Oficerskiej Szkole Lotniczej nr 5. Jej geneza jest ściśle związana z otrzymaniem (jesienią 1954) przez radomską szkołę pierwszych egzemplarzy samolotów odrzutowych typu UT Mig-15 oraz Mig-15 oraz przebazowaniem z Sadkowa na lotnisko w Nowym Mieście nad Pilicą.
W 1955 OSL nr 5, dysponująca 9 eskadrami, przechodzi zmianę etatu z 20/283 na etat 20/343 i związaną z tym reorganizację. 5 lutego 1955 9 Eskadra przemianowana została na l Eskadrę Pilotażu Bojowego Oficerskiej Szkoły Lotniczej nr 5.
W 1958 roku rozpoczął się kolejny etap reorganizacji wojskowego szkolnictwa lotniczego – zmieniono system organizacji eskadrowych na pułkowe, gdyż przyjęcie nowego sprzętu wymagało innego, znacznie rozbudowanego systemu zaopatrzenia i zabezpieczenia. Zmiany przeprowadzono na podstawie rozkazu organizacyjnego MON nr 075/Org. z dnia 31 grudnia 1957 r. oraz rozkazu organizacyjnego DWL i OPL OK nr 02/Org. z dnia 29 stycznia 1958 r. Na skutek tych rozkazów OSL-5 przeszła na etat nr 20/466. Historia eskadry kończy się w lutym 1958 roku, kiedy to weszła w skład sformowanego w Nowym Mieście 61 Lotniczego Pułku Szkolno-Bojowego.

## Dowódcy eskadr 1954-1958
- mjr. pil. Michał Skowroński (1954-1957)
- kpt. pil. Henryk Nowak (1957-1958)

## Samoloty
Na wyposażeniu eskadry były samoloty:
- Junak-3
- MiG-15
- UTIMiG-15